# Pirelióforo

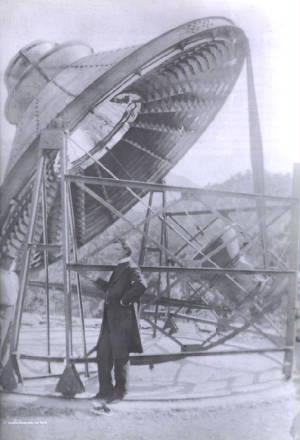
O padre Himalaia junto ao seu pirelióforo.

O pireliéforo é uma estrutura composta por espelhos que tendem a reflectir a luz para um único ponto com vista a fundir materiais. Foi criado por Manuel António Gomes, o Padre Himalaia, e tem como significado etimológico do grego eu trago o fogo do Sol. Era um forno solar capaz de atingir altas temperaturas.
O engenho consistia, num espelho parabólico, com uma superfície refletora de 80 metros quadrados, formado por 6177 pequenos espelhos que refletiam a luz do Sol numa cápsula refratária, que funcionava como um recipiente, e onde se colocavam os materiais a fundir. O conjunto estava montado numa enorme armação em aço de 13 metros de altura, que acompanhava os movimentos do Sol mediante um mecanismo de relojoaria.

## Galeria
Apresentam-se algumas figuras do pedido de patente que Himalaia submeteu em várias jurisdições.

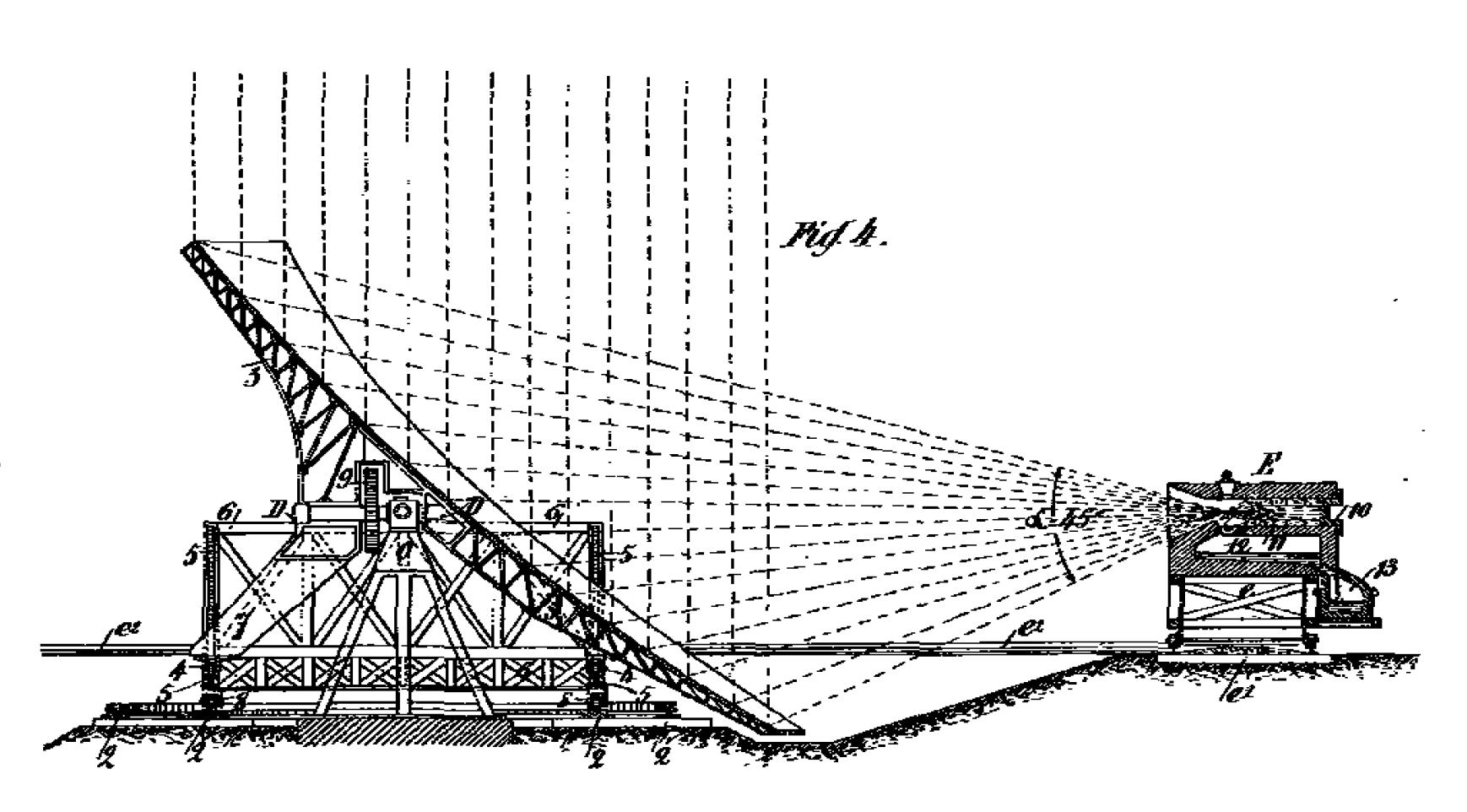
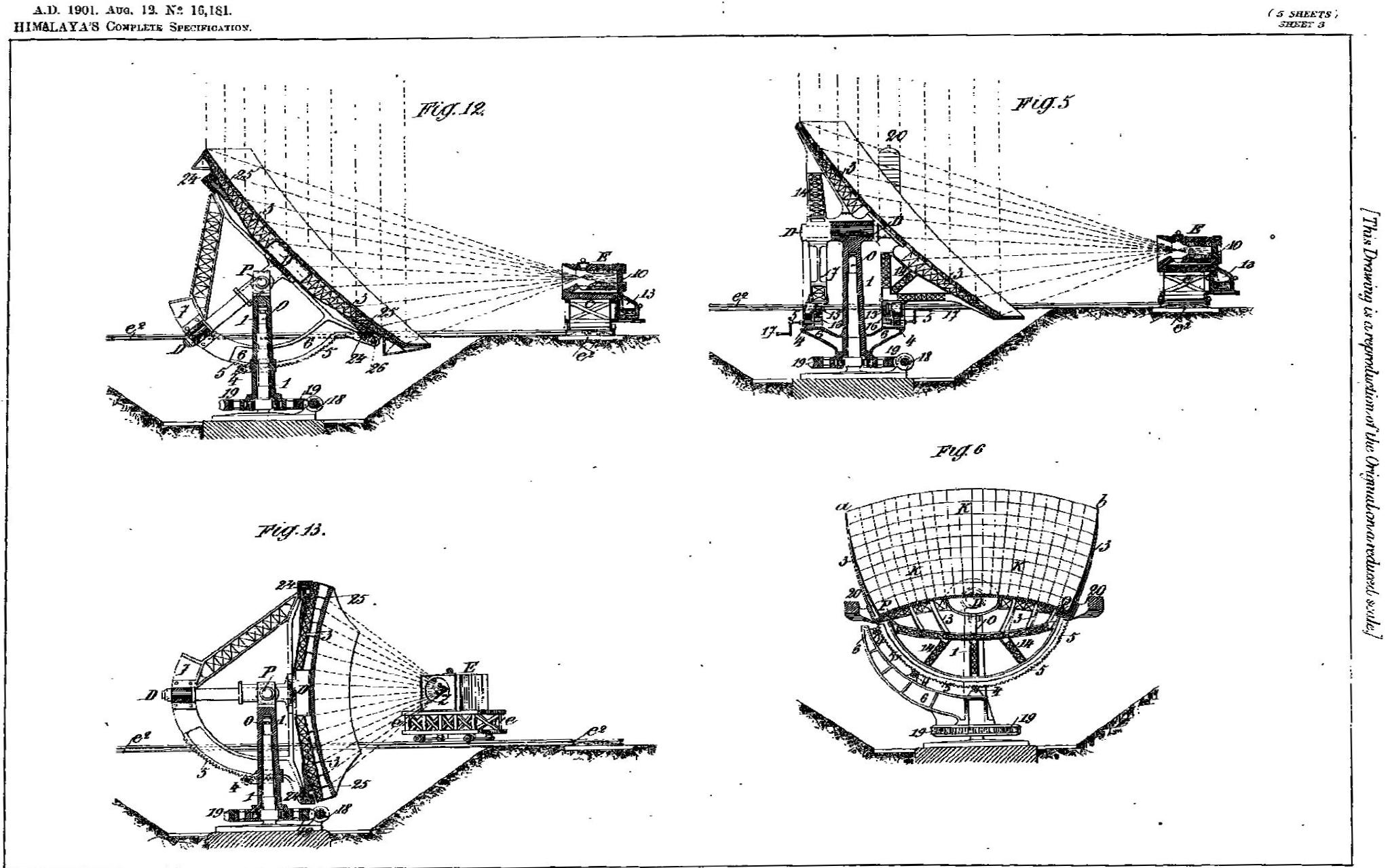
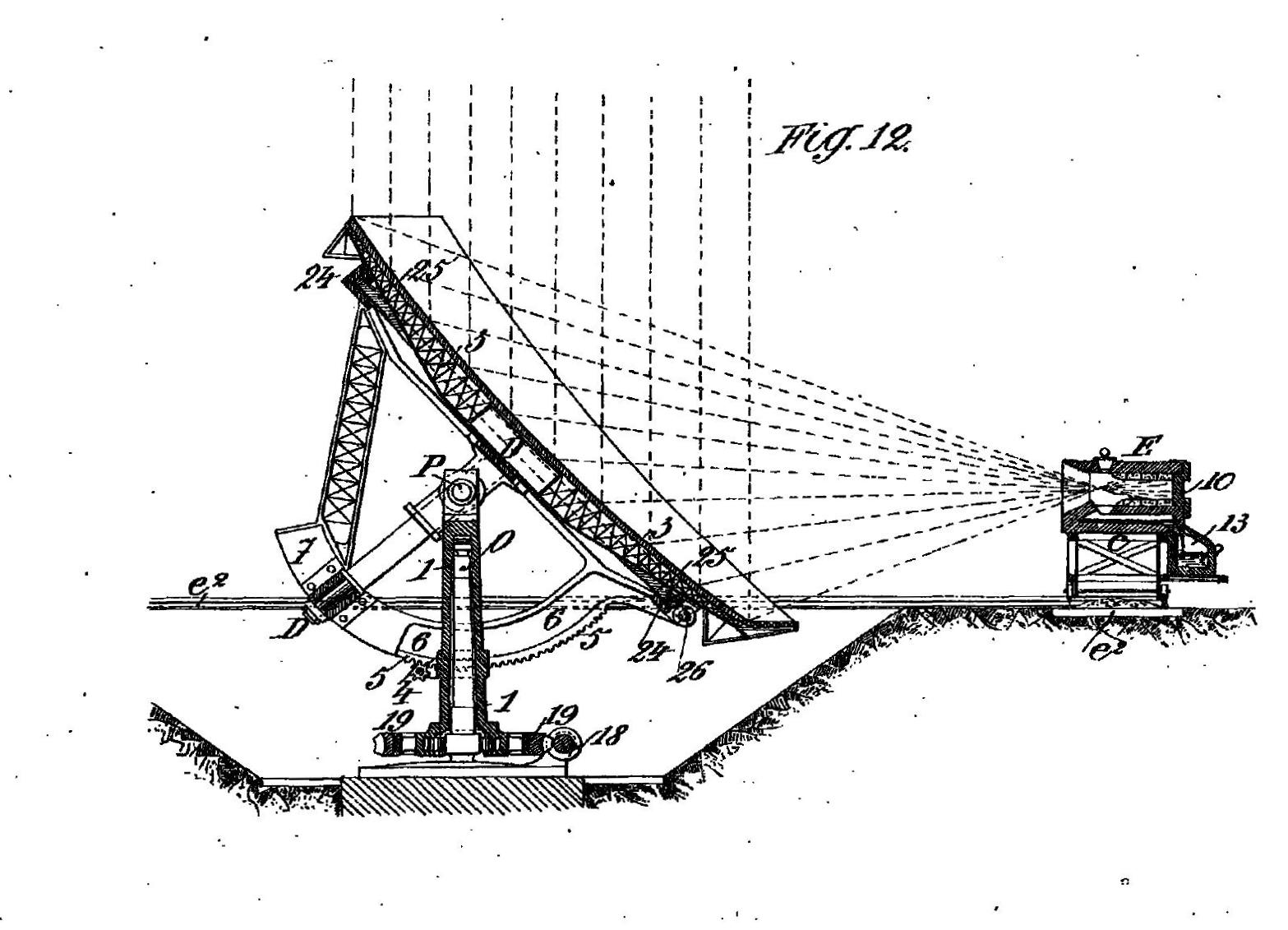